# ستلانگی
ستلانگی (به لهستانی:  Stelągi) یک روستا در لهستان است که در گمینا ستردنگ واقع شده‌است.